# مأمور میدانی
در جاسوسی، مأمور میدانی، مأموری است که در جای مشخصی حضور دارد و در برابر کسی است که در دفتر یا ستاد کار می‌کند. مأمور میدانی می‌تواند تنها یا گروهی کار کند. اما معمولاً یک افسر پرونده، مسئول آن است.
مأمور میدانی می‌تواند سری کار کند و با گذرنامه جعلی سفر کند یا به اسم سازمان صوری یا شرکت کاغذی کار کند.
بیشتر وظایف و کارهای مأموران میدانی که در ادبیات داستانی به تصویر کشیده می‌شود، کاملاً با واقعیت فرق دارند.